# أوشاتس
اشاتس (بالألمانية: Oschatz) هي بلدة ألمانية و Grosse Kreisstadt تقع في ألمانيا في ساكسونيا. يقدر عدد سكانها بـ 16,037 نسمة .

## المدن التوأمة
مدن فيلدراشتات و تربيتش هي مدن توأمة لـاشاتس.

## أعلام
- ينس هاو
- هانس وينكلر
- قسطنطين هيرينغ
- اريك كروغر
- بابيت بيتر